# 皇甫嵩
皇甫 嵩（こうほ すう、? - 興平2年（195年）?）は、中国後漢末期の武将。字は義真。涼州安定郡朝那県（現在の寧夏回族自治区固原市彭陽県）の出身。

## 生涯
若年から文武に優れ、詩経と書経を好み、弓馬を習った。孝廉へ挙げられ、郎中に任命されたが、父の死去により辞退した。再び茂才に挙げられ、陳蕃・竇武に招かれるも出仕しなかった。後に霊帝から公車により招聘されると、遂に出仕を決意し、議郎・北地太守を歴任した。
中平元年（184年）、張角を中心に黄巾の乱が勃発すると、対策を協議する朝廷において、皇甫嵩は党錮の禁解除と霊帝の私財（銭穀・軍馬）放出を具申し、受け入れられた。左中郎将に任命され、右中郎将の朱儁と共に精兵4万を率いて、潁川方面の黄巾討伐に向かった。
潁川黄巾軍の波才との戦いは、当初朱儁が担当したが劣勢となり、勢いを増した波才に皇甫嵩の籠る長社を包囲された。皇甫嵩は田単の故事に倣って一計を案じ、火攻めで波才軍を混乱させ、都から援軍に赴いた曹操や朱儁と共に、波才を撃ち破った。皇甫嵩はこの功績で都郷侯に封じられ、以後も朱儁と共に汝南郡・陳郡（淮陽）・東郡の各地を転戦し、勝利を挙げた。東郡黄巾軍の卜己を倉亭で破り、卜己を生け捕って7千の首級を挙げた。
冀州方面の張角率いる黄巾本隊の討伐は、盧植と董卓が担当していたが、彼らが戦果を挙げることができなかったため、皇甫嵩に討伐の命が下った。広宗で張角の末弟張梁を討つとともに、病死していた張角の棺を壊して首を洛陽へ送った。さらに曲陽では張角の次弟張宝を討ち、敵兵十数万を斬り京観を築いた。黄巾軍討伐の功により、左車騎将軍に任命され、槐里侯に封じられた。また、8千戸の食邑を与えられ、冀州牧となった。
冀州においては戦乱に苦しむ民の負担を軽減し、また部下に対しても恩寵を施し、汚職をした官吏すら許したため信望を集めた。元信都県令の閻忠は皇甫嵩に対し、韓信の故事を引き、「人に勝る功績を樹立しながら凡庸な君主に仕えているようでは、どうして身の安泰を図れましょう」などと述べ、軍勢を糾合して帝位を目指すよう進言した。しかし皇甫嵩が拒絶したため、閻忠は逃亡した。
中平2年（185年）、辺章・韓遂が涼州で反乱を起こすと、朝廷の命令で長安に駐屯し、董卓と共にその討伐に当たった。この時、十常侍の趙忠の法令違反を上奏し、また張譲からの賄賂要求を拒否していたこともあったため、十常侍に讒言され、左車騎将軍と食邑6千戸を取り上げられた。都郷侯に戻されたが、なお2千戸を領した。
中平5年（188年）、陳倉が賊の王国から攻撃を受けると、皇甫嵩が左将軍に任命され、この討伐に当たる。この時、董卓を指揮下に置いた。軍中では董卓の提案する策をいずれも退け、その正反対の策を用い勝利を収めた。これにより董卓に憎まれることとなる。同年中、二度に渡って朝廷から董卓に対し、并州牧に任命するため軍権を皇甫嵩に渡して帰還するよう指示が届いたが、董卓は拒否した。従子の皇甫酈は皇甫嵩に対し董卓誅殺を進言したが、皇甫嵩は独断専行を避け、事の次第を上書した。この上書は董卓の知るところとなり、対立は決定的となった。
初平元年（190年）、朝廷の混乱に乗じ権力を握った董卓は、皇甫嵩を城門校尉に任命すると称し、長安から召還して殺害を図る。皇甫嵩は部下の反対を押し切り帰朝したが、やはり逮捕投獄された。危うく死刑になりかけたが、董卓と親しかった子の皇甫堅寿が急遽洛陽に駆けつけ、董卓に必死の嘆願をしたため赦免され、議郎を経て、御史中丞に任じられた。長安遷都の断行後、公卿百官は道の傍らで董卓を出迎えた。董卓は皆に拝礼を取らせ、皇甫嵩に対しては「義真はまだ服さぬか？」と言った。皇甫嵩が笑いながら拝礼を行ったため、董卓のわだかまりは解けた。
初平3年（192年）4月、董卓が誅殺される。皇甫嵩は征西将軍を経て、5月には車騎将軍、8月には太尉に昇ったが、12月には天文を理由に罷免された。のち光禄大夫を経て太常に昇ったが、興平2年（195年）頃に李傕らが乱を起こすと病を発し、没した。驃騎将軍の印綬が追贈された。
幾度も上表を行って利益をもたらすこと五百以上に及んだが、草稿は全て破り捨てて外に広めなかった。仁愛と慎み深さに優れ、忠勤を尽くし、多くの人々が付き従った。

### 評論
魏の高官華歆は、「数々の戦功を挙げながらいずれも同僚の手柄とし、自らの戦功を論じることがなかったため、恨みや禍とは無縁だった」との称賛を送った。『後漢書』の編者范曄は、皇甫嵩の功を称えつつも、「大業を棄て小義にこだわったことで、智者の笑うところとなった」とも評した。唐代には史館によって『武廟六十四将』に選出されている。

### 一族
曾祖父の皇甫棱は度遼将軍、祖父の皇甫旗は扶風都尉、父の皇甫節は雁門太守を務めた。叔父の皇甫規は、異民族征伐で張奐や段熲と共に功名を挙げ、涼州三明の一人に数えられる。
息子の皇甫堅寿は侍中に任じられたが、就任しなかった。曾孫の皇甫謐が西晋の時代に学者として名を馳せ、その父の皇甫叔侯、祖父の皇甫叔献（皇甫嵩の子）の名も『晋書』にて伝わる。また、娘は皇甫嵩に才能を評価された射援の妻となった。

## 三国志演義
小説『三国志演義』では、朱儁と共に張梁・張宝と対戦しており、草原にまで追い立て、火攻めを朱儁に提案して実行し、大破している。参陣した劉備に、張角と対陣している盧植の加勢に向かうように命令するが、盧植は賄賂を断ったため讒言により逮捕されており、董卓が後任となっていた。
皇甫嵩は曹操を従えて張梁と戦い、大勝利を収めたため、負け続けの董卓は更迭され、その後任となる。着任時に張角は死んでいたが、全軍を率いた張梁と対戦し、続けざまに七戦七勝して張梁を斬殺し、更に張角の棺を暴いて屍を切り刻み、その首を都に届けた。生き残った賊兵は全て降伏し、皇甫嵩は車騎将軍の官号を加えられ、冀州牧に任命される。その時、皇甫嵩は「盧植は功績はあっても罪はない」と上奏したため、盧植は元の官に復帰することができた。
黄巾討伐後、皇甫嵩は十常侍への賄賂を拒んだため、朱儁と共に罷免されている。
後年、王允の命令で李粛・呂布とともに郿塢に向かい、董卓の一族を皆殺しにしたのを最後に物語から退場する。